# Goring Heath
Goring Heath is een civil parish in het bestuurlijke gebied South Oxfordshire, in het Engelse graafschap Oxfordshire met 1227 inwoners.